# Achter de Hoven (Leeuwarden)
Achter de Hoven is een buurt in de stad Leeuwarden, in de Nederlandse provincie Friesland. 
Achter de Hoven was tot 2018 een wijk. Het is een buurt in de wijk Potmargezone met het riviertje de Potmarge. De buurt is onderverdeeld in de Vegelinbuurt, Fruitbuurt en het Rode Dorp. De Vegelinbuurt is gebouwd als arbeidersbuurt aan het eind van de 18e eeuw. Het Rode Dorp kenmerkt zich door de "rode" dakpandaken van de huizen. De straat Achter de Hoven loopt van de Blokhuisbrug naar de Spoorstraat.
De naam Achter de Hoven betekent eigenlijk achter de tuinen. De wijk ligt op de plek waar oorspronkelijk het buitenverblijf Mariënburg van Maria Louise van Hessen-Kassel, bijgenaamd Marijke Meu of Marijke Muoi (Fries voor Tante Marijke) heeft gestaan. Tevens waren op deze plek vroeger tuinderijen van de burgers van Leeuwarden. In de Vegelinbuurt bestaan de straatnamen uit namen van weldoeners uit het eind van de 18e eeuw. De straatnamen in het Rode Dorp verwijzen naar het tuinderijverleden. De straatnamen van de Fruitbuurt bestaan uit de namen van fruit.
De wijk ligt naast de fabrieken van Koopmans en Friesche Vlag. Op de huidige plek van de woonwijk was het bedrijf Casolith gevestigd. Voor de werknemers van deze fabrieken is er in het verleden een treinhalte geopend aan de spoorlijn Leeuwarden - Groningen. Na lange tijd een spoorstation te zijn geweest stopten er in de spitsuren een paar treinen op de Leeuwarden Achter de Hoven. Het station is in augustus 2018 gesloten.

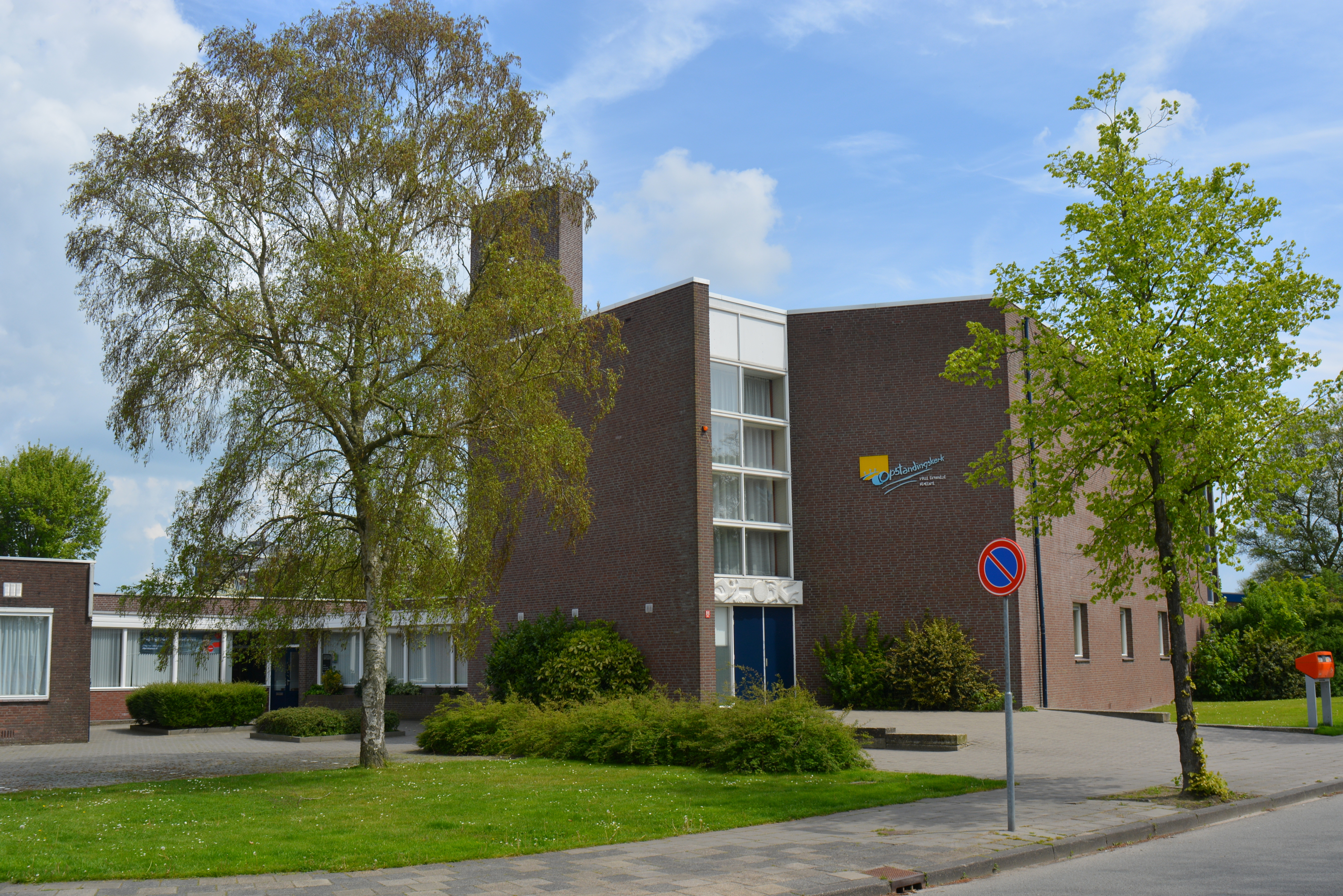
De Opstandingskerk
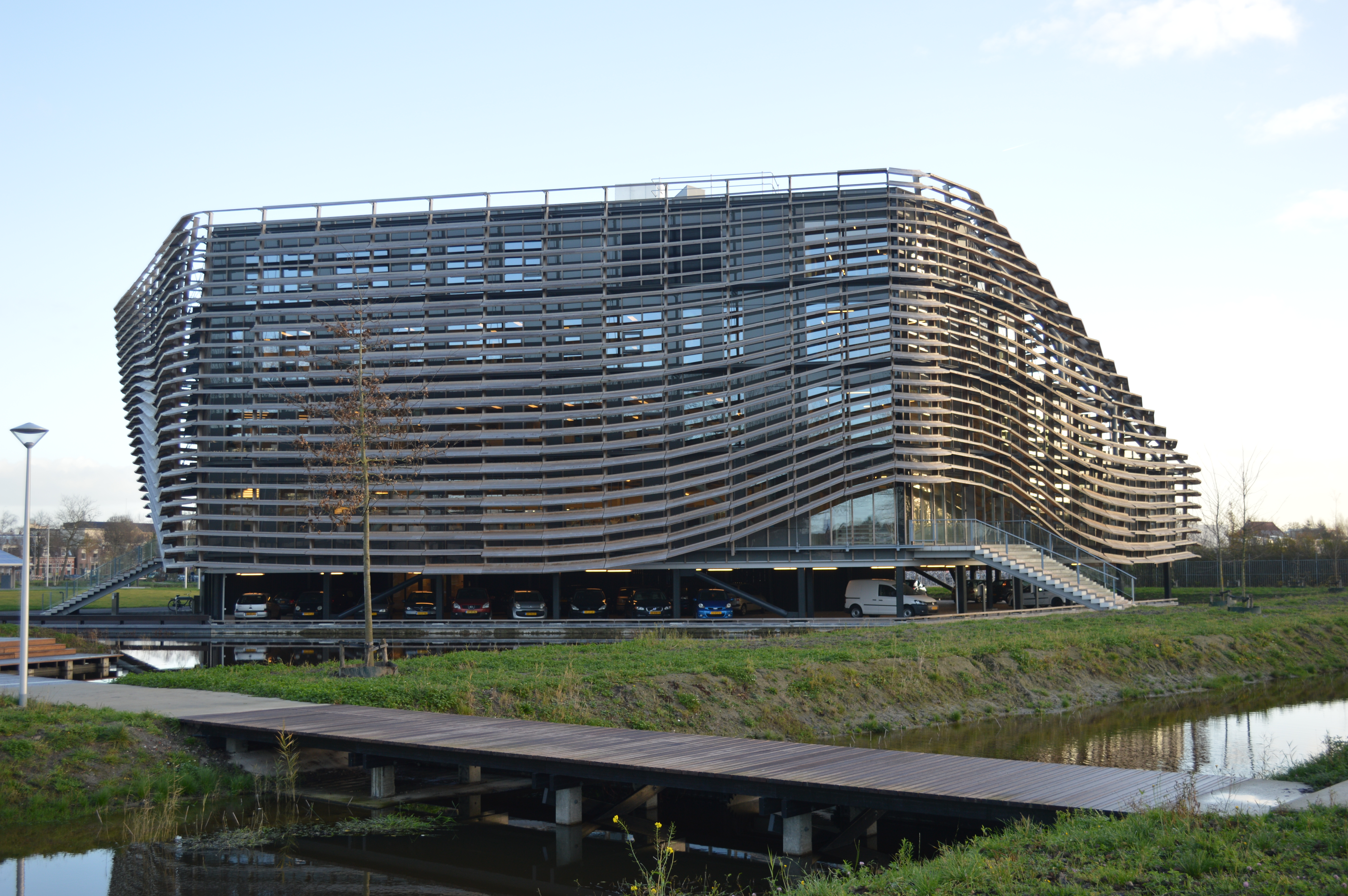
Wetsus

Wijken: Aldlân & De Hemrik · Bilgaard & Havankpark e.o. · Binnenstad · Camminghaburen e.o.  · De Zuidlanden · Heechterp & Schieringen · Hempens/Teerns & Zuiderburen · Huizum-West · Middelsee · Nijlân & De Zwette · Oud-Oost · Potmargezone ·  Sonnenborgh e.o.  · Vossepark & Helicon · Vrijheidswijk · Westeinde e.o.

Voormalige wijken: Aldlân · Bedrijventerrein-Oost · Bedrijventerrein West · Camminghaburen · De Zwette · Grote Wielen & De Groene Ster · Huizum-Oost · Oldegalileën & Bloemenbuurt · Oranjewijk & Tulpenburg · Schieringen & De Centrale · Vlietzone · Tjerk Hiddes & Cambuursterhoek · Transvaalwijk & Rengerspark · Valeriuskwartier & Magere Weide · Vogelwijk & Muziekwijk

Buurten: Achter de Hoven · Aldlân-Oost · Aldlân-West · Barrahûs · Bilgaard · Blitsaerd · Bloemenbuurt · Blokhuisplein · Boksumerhoeke · Bonifatius ·  Buitengebied De Zwette · Buitengebied Noordwest · Buitengebied West · Cambuur · Cambuursterpad · Camminghaburen-Midden · -Noord · -Zuid · De Centrale · De Groene Ster · De Klamp · De Fellingen · De Waag · De Werp · De Zuidlanden · De Zwette I Harlingervaart ·  De Zwette II Zwettehaven ·  De Zwette III Schenkenschans · De Zwette IV Businesspark · De Zwette V  Newton · De Zwette VI Deinumerpolder · EnergieCampus Sylsterrak · Gerard Dou · Grote Kerkbuurt · Grote Wielen · Harlingervaart Noord · Havankpark · Havenstêd ·  Heechterp · Helicon · Hemrik · Hoek · Hollanderwijk · Huizum-Badweg · -Bornia · -Dorp · -Sixma · Indische buurt · Jan van Scorelbuurt · Julianapark · Magere Weide · Molenpad · Nieuwestad · Nijlân · Oldegalileën · Oldehove · Oranjewijk · Rapenburg · Rengerspark · Schepenbuurt · Schieringen · Snakkerburen · Sonnenborgh · Stationskwartier · Techum · Transvaalwijk · Tulpenburg · Valeriuskwartier · Vierhuisterweg e.o. · Vogelwijk · Vossepark · Welgelegen · Westeinde · Wetterstêd · Wiarda · Wielenpôlle · Zaailand · Zamenhofpark · Zeeheldenbuurt · Zuiderburen